# NGC 1922
NGC 1922 ist ein offener Sternhaufen in der Großen Magellanschen Wolke, im Sternbild Schwertfisch. Das Objekt wurde im November 1834 von dem Astronomen John Herschel entdeckt.